# 潘曦
潘曦（1973年11月—），男，汉族，福建福州人，1990年12月参加工作，1994年4月加入中国共产党，在职大学学历。现任新疆维吾尔自治区人民政府副主席，自治区公安厅党委书记、厅长、督察长。

## 生平
早年在家乡福建省的公安边防部队服役，历任武警福建省公安边防总队副参谋长，党委常委、参谋长，厦门出入境边防检查总站党委副书记、副总站长。后转战新疆，任新疆出入境边防检查总站党委副书记、政治委员，新疆维吾尔自治区公安厅党委副书记、常务副厅长（厅长级）。
2024年3月，任新疆维吾尔自治区公安厅党委书记、厅长、督察长。
2024年11月，任新疆维吾尔自治区人民政府副主席，兼任自治区公安厅党委书记、厅长、督察长。
新疆维吾尔自治区十三届政协委员（2025年1月辞任），新疆维吾尔自治区第十四届人大代表（2025年1月伊犁哈萨克自治州补选）。